# Augusto Pierantoni
Augusto Pierantoni (født 24. juni 1840 i Chieti, død 12. marts 1911 i Rom) var en italiensk retslærd.
Pierantoni blev efter tilendebragte studier og efter at have deltaget i frihedskrigen som Garibaldis våbenbroder professor i Modena 1865, 1871 i Neapel, 1876 i Rom, 1883 senator. Hans frugtbare og omfattende forfattervirksomhed, ofte dog præget mere af svulmende veltalenhed og italiensk grandezza end af dybe og originale tanker, indlededes med Dall' abolizione della pena di morte (1865), der blandt andet efterfulgtes af Il progresso del diritto pubblico e delle genti (1866), Storia degli studi del diritto internazionale in Italia (1870, oversat på tysk af Leone Roncali, 1872), Trattato di diritto costituzionale I (1873), Storia del diritto internazionale nel secolo XIX (1876), Trattato di diritto internazionale I (1884), In arte libertas (1889), Nuovo trattato di diritto costituzionale I (1897), I progressi nel diritto internazionale nel secolo XIX (1898. oversat på tysk af Franz Scholz, 1899), Il Barbiere di Siviglia in Parlamento e i diritti de autore (1898), Storia degli studi del diritto internazionale in Italia (1902 og senere udgaver), La Norvegia e la Svezia, stati indipendenti (1905) og Il diritto civile e la procedura internazionale codificati nella convenzioni dell' Aja (1908). Pierantoni, der var medstifter af Institut de droit international — senere æresmedlem af samme —, repræsenterede sit land ved mange internationale konferencer og kongresser. Han var medlem af den permanente voldgiftsdomstol i Haag. I sine efterladte optegnelser — fælder Heinrich Lammasch en hård dom over Pierantonis optræden i voldgiftssagen 1903—04 over de Venezuelaske toldindtægter. Pierantoni var i besiddelse af digterisk evne — har for eksempel leveret en fri oversættelse af Bjørnsons Ja, vi elsker dette landet —, han var gift med forfatterinden Grazia Pierantoni Mancini, datter af den berømte statsmand Pasquale Stanislao Mancini, der gjorde sit navn bekendt ved en række noveller og digte.